# Rhynchospora widgrenii
Rhynchospora widgrenii är en halvgräsart som beskrevs av Johann Otto Boeckeler. Rhynchospora widgrenii ingår i släktet småag, och familjen halvgräs. Inga underarter finns listade i Catalogue of Life.